# Omhullende (meetkunde)
De omhullende van een verzameling krommen of lijnen is de kromme die ieder element van de verzameling een keer raakt. Het is dus een voorbeeld van een meetkundige plaats.
Voorbeeld
Neem een cirkel en een vast punt {\displaystyle F_{1}} binnen die cirkel. We laten een punt {\displaystyle P} over de cirkel lopen. De lijnen door {\displaystyle P} loodrecht op {\displaystyle F_{P}} raken aan een ellips met {\displaystyle F_{1}} als een van de brandpunten en de middellijn van de cirkel door {\displaystyle F_{1}} als lange as. De ellips is dus de omhullende.
|  |  |